# Gertrude Rand
 Marie Gertrude Rand Ferree (* 29. Oktober 1886 in Brooklyn, New York City, USA; † 30. Juni 1970 in Stony Brook, New York, USA) war eine US-amerikanische Psychologin und Hochschullehrerin. Sie war Professorin am Mount Holyoke College und ist für ihre Forschung zur Farbwahrnehmung bekannt.

## Leben und Werk
Rand war das drittälteste Kind des Präsidenten eines Produktionsunternehmens, Lyman Fiske Randmines, und seiner Frau Mary Catherine (Moench) Rand. Rand besuchte bis 1904 die Educated Girls High School in Brooklyn und studierte dann an der Cornell University in Ithaca. Sie erhielt dort 1908 ihren Bachelor-Abschluss. 1911 erhielt sie ihren Master of Arts am Bryn Mawr College in Pennsylvania, wo sie bei Clarence E. Ferree in Psychologie promovierte. Ihre Dissertation trug den Titel: The factors that influence the sensitivity of the retina to color: A quantitative study and methods of standardizing.

## Forschung am Bryn Mawr College

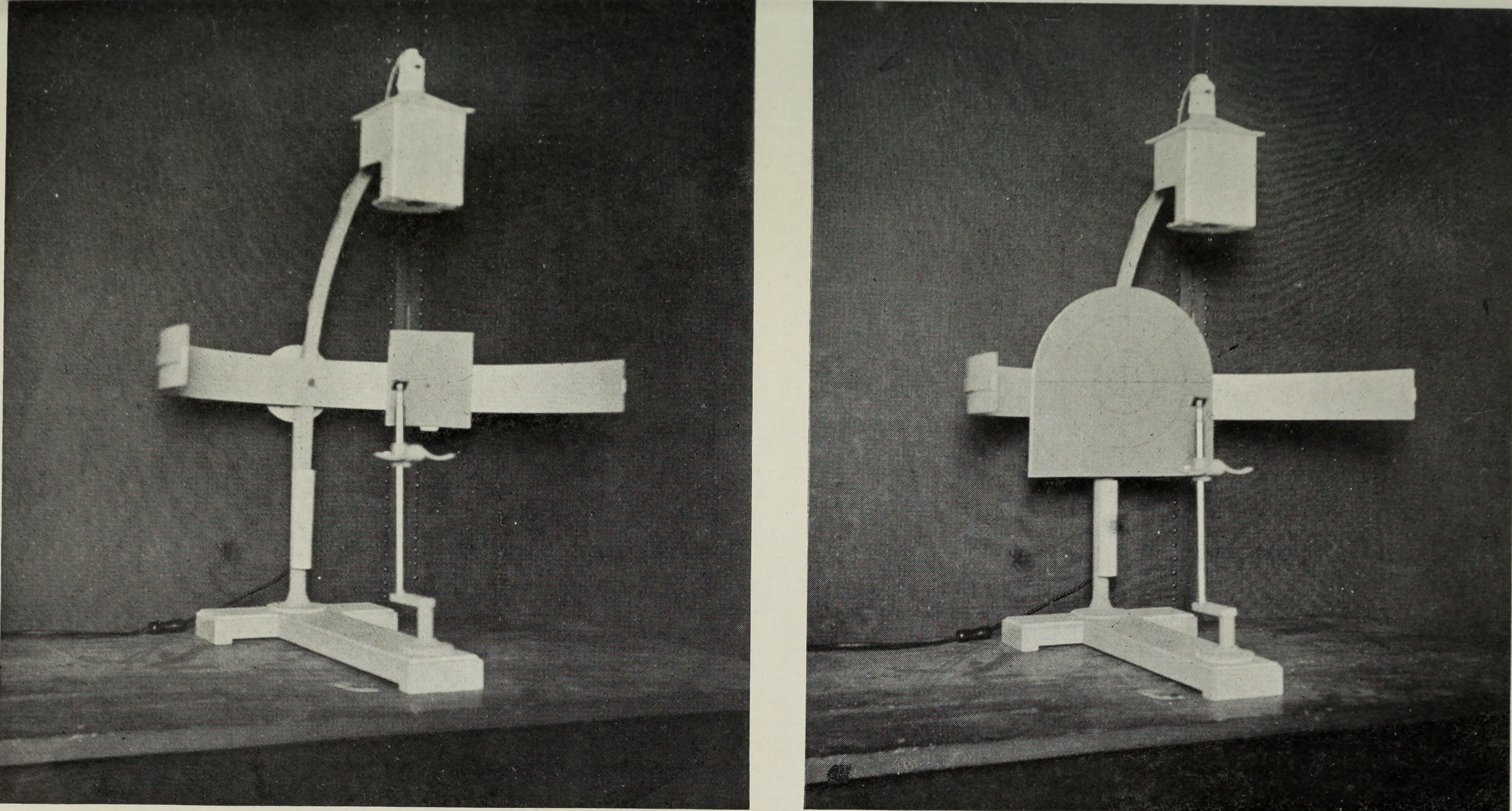
Bild eines Camparimeter in Bryn Mawr College Monographs, 1916

Anschließend forschte sie als Postdoktorandin und wurde 1912 von der Associate of Collegiate Alumni, aus der später die American Association of University Women entstand, zur Sarah Berliner Research and Lecture Fellow ernannt. Von 1913 bis 1927 forschte und lehrte Rand als Professorin am Bryn Mawr College.
1918 heiratete sie Clarence E. Ferree, mit dem sie mehrere Artikel über die Auswirkungen von Beleuchtung auf das Farbsehen veröffentlichte. Rands Forschung umfasste die Kartierung der Netzhaut hinsichtlich ihrer Wahrnehmungsfähigkeiten, einschließlich Lichtempfindlichkeit und Farbunterscheidung. Die Karte der Netzhaut wurde als Ferree-Rand-Perimeter bekannt und ermöglichte die Diagnose von Sehstörungen. Von 1924 bis 1927 war Rand Mitglied des Ausschusses für Industriebeleuchtung des National Research Council.

## Professorin an der Johns Hopkins University
1928 wechselten Rand und ihr Ehemann an das Wilmer Ophthalmological Institute der Johns Hopkins University School of Medicine, wo sie und Ferree ein Labor für Sehforschung aufbauten. An der Johns Hopkins University war Rand zunächst von 1928 bis 1932 außerordentliche Professorin für Forschungsaugenheilkunde und von 1932 bis 1936 außerordentliche Professorin für physiologische Optik. Anschließend war sie von 1936 bis 1942 stellvertretende Direktorin des Forschungslabors für physiologische Optik. Während ihrer Zeit an der Johns Hopkins University arbeitete Rand an einer Reihe von Projekten und beriet mit ihrem Ehemann Industrieunternehmen und Regierungsbehörden. Eines ihrer Projekte war ihre Arbeit an der Gestaltung einer blendfreien Beleuchtung für den Holland Tunnel, der unter dem Hudson River verläuft und Manhattan  und Jersey City in New Jersey verbindet.
Sie und ihr Ehemann entwickelten während des Zweiten Weltkriegs auch Standards für Sehgesundheit und Sehschärfe für Flugzeugpiloten und Schiffswächter. Neben diesen Projekten patentierte Rand auch über ein Dutzend Beleuchtungsgeräte und optische Instrumente.

## Pseudoisochromatischer Farbtest HRR
Nach dem Tod ihres Ehemannes 1942 zog Rand 1943 nach New York City, wo sie bis 1957 als wissenschaftliche Mitarbeiterin bei der Knapp Foundation des Columbia University Vagelos College of Physicians and Surgeons arbeitete. Dort forschte sie auf dem Gebiet der Erkennung und Messung von Farbenblindheit. In den 1950er Jahren arbeitete Rand im Team mit LeGrand H. Hardy und M. Catherine Rittler, das spezielle Platten, sogenannte Hardy-Rand-Rittler-Platten (HRR), zur Prüfung des Farbsehens entwickelte. Anstatt lediglich eine fehlerhafte Farbwahrnehmung zu überprüfen, ermöglichen diese Platten Augenärzten und Psychologen, die Art und den Schweregrad der fehlerhaften Farbwahrnehmung einer Person genau zu bestimmen. Sie und ihre Mitarbeiter entwickelten den pseudoisochromatischen Farbtest HRR, der 1954 in Journal of the Optical Society of America veröffentlicht wurde und noch heute in der Augenheilkunde eingesetzt wird.
Rand starb 1970 im Alter von 83 Jahren in ihrem Haus in Stony Brook.

## Ehrungen (Auswahl)
- 1912–1913: Sarah Berliner Forschungsstipendiatin
- 1952: wurde als erste Frau Fellow der Illuminating Society of North America[4]
- 1959: erhielt als erste Frau die Edgar D. Tillyer-Medaille der Optical Society of America
- 1963: Goldmedaille der Illuminating Society of North America

## Mitgliedschaften
- Armed Forces National Research Council Vision Committee
- Fellow der American Association for the Advancement of Science
- Fellow der American Psychological Association,
- Fellow der Illuminating Engineering Society
- Fellow der Optical Society of America
- Fellow der American Academy of Ophthalmology and Otolaryngology
- New York State Psychological Association
- American Institute Physics
- American Association University Women
- Inter Society Color Council
- International Council Women Psychologists

## Veröffentlichungen (Auswahl)
- mit C. E. Ferree: A Spectroscopic Apparatus for the Investigation of the Color Sensitivity of the Retina, Central and Peripheral. Journal of Exper. Psychol, 1916, 1, S. 246–283.
- The Factors That Influence the Sensitivity of the Retina to Color: a Quantitative Study and Methods of Standardizing. Forgotten Books, 2018, ISBN 978-0-267-95973-0.
- mit LeGrand H. Hardy, M. Catherine Rittler:  H–R–R Polychromatic Plates. Journal of the Optical Society of America Vol. 44, Issue 7, 1954, S. 509–523. doi:10.1364/JOSA.44.000509